# Mischocyttarus zikaninus
Mischocyttarus zikaninus är en getingart som beskrevs av Richards 1978. Mischocyttarus zikaninus ingår i släktet Mischocyttarus och familjen getingar. Inga underarter finns listade i Catalogue of Life.